# Drino magna
Drino magna är en tvåvingeart som beskrevs av Louis-Paul Mesnil 1963. Drino magna ingår i släktet Drino och familjen parasitflugor. Inga underarter finns listade i Catalogue of Life.